# 듀빌 마틴

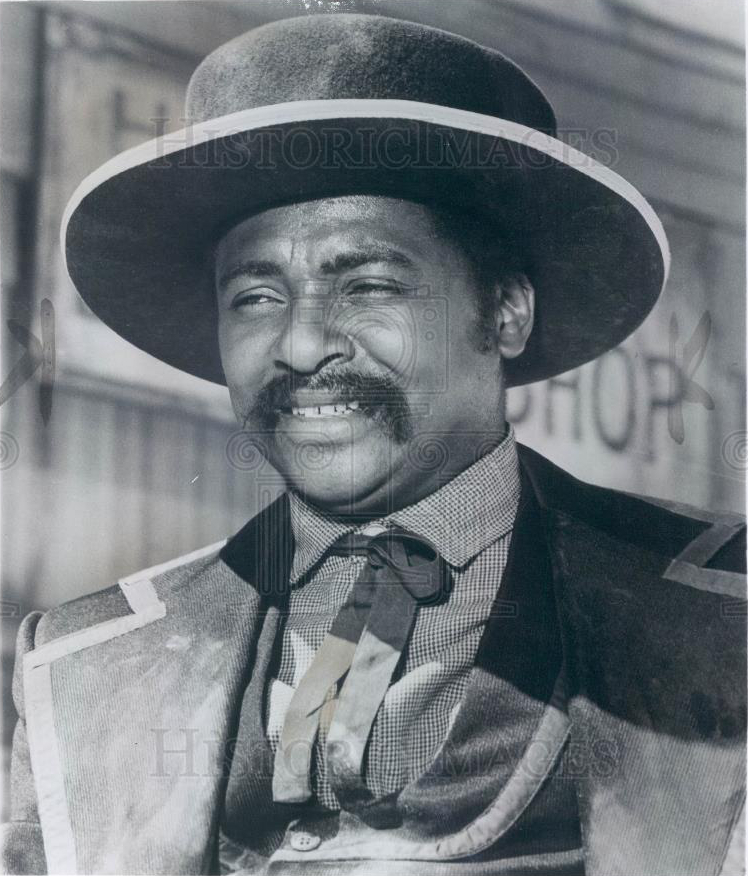

더빌 마틴(D'Urville Martin, 영어 발음: /ˈdə:vɪl/, 1939년 2월 11일 ~ 1984년 5월 28일)은 미국의 영화 감독, 배우이다.
뉴욕에서 태어났으며 로스앤젤레스에서 사망하였다. 사인은 심근 경색이다.

## 출연 작품

### 영화
- 로즈메리의 아기 (1968) - 디에이고 역
- The Final Comedown (1972)
- Book of Numbers (1973)
- 흑인 시저 (1973, Black Caesar)
- Boss Nigger (1975)

### 텔레비전
- 첩보원 0011 (1967)
- 올 인 더 패밀리 (1969) - 라이어널 제퍼슨 역 (미방영 파일럿)